# Paul Scriven, Baron Scriven

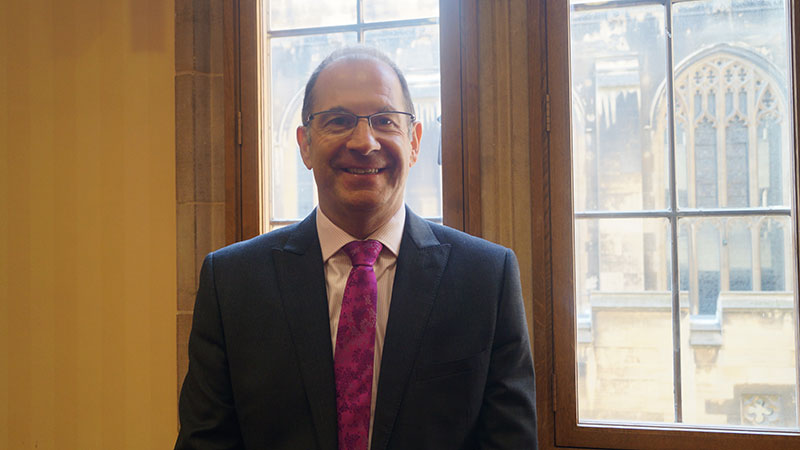
Paul Scriven, Baron Scriven, 2016

Paul James Scriven, Baron Scriven (* 7. Februar 1966 in Huddersfield) ist ein britischer Politiker der Liberal Democrats und Life Peer.

## Leben
Scriven ist, wie er an verschiedenen Stellen erwähnt hat, der Sohn eines Müllmannes. Er besuchte die Rawthorpe High School in Huddersfield, verließ diese jedoch ohne Abschluss und arbeitete zwei Jahre lang für eine Straßenbaufirma. Im Anschluss setzte er seine (Hoch-)schullaufbahn fort, zunächst am Huddersfield Technical College und schließlich an der Manchester Polytechnic, von wo er einen Bachelorabschluss erhielt. 1990 war er Präsident der Studierendenvertretung seiner Universität.
Im Anschluss verfolgte er eine Managementkarriere beim National Health Service und wurde zu einem der jüngsten britischen Krankenhausmanager, ehe er in die Privatwirtschaft wechselte. Als führender Manager ist er an verschiedenen Firmen beteiligt, so etwa Apps2Connect oder Scriven Consulting.
Scriven lebt mit seinem langjährigen Partner David zusammen in Sheffield.

## Politische Karriere
Nachdem er für kurze Zeit Mitglied der Labour Party gewesen war, trat Scriven den Liberal Democrats bei. Von 2000 bis 2012 gehörte er dem Stadtrat von Sheffield an, von 2008 bis 2011 stand er diesem vor.
Von 2002 bis 2011 war er zudem Vorsitzender der Liberal Democrats in Sheffield.
Bei den Unterhauswahlen 2010 trat er für die Liberal Democrats an, war jedoch gegen Paul Blomfield knapp unterlegen und verpasste den Einzug ins House of Commons.
Am 19. September 2014 wurde er in den Stand eines Life Peer erhoben. Er sitzt seither im House of Lords und trägt offiziell den Titel Baron Scriven, of Hunters Bar in the City of Sheffield.
Er kündigte an, sich für die Abschaffung des Oberhauses und für dessen Ersetzung durch eine zweite gewählte Kammer einzusetzen.